# 賽太歳
賽太歳（さいたいさい）は、『西遊記』に登場する魔王。麒麟山獬豸洞（きりんざんかいちどう）を住処とし、妖怪達を従えている。
本来は観音菩薩の乗り物である金毛犼（きんもうこう）という神獣だが、隙を見て紫金鈴（しきんれい、3つ揃いの鈴。1つ目を鳴らすと炎を放ち、2つ目を鳴らすと黒煙を放ち、3つ目を鳴らすと砂塵を放つ。太上老君が作成した。）を盗みながら下界に逃げてきた。

## エピソード
賽太歳は朱紫国の金聖皇后を攫って妻にしようとしていたが、彼女の着ていた呪衣のせいで手出しできず、代わりに皇后の宮女達を攫っていた。
金聖皇后に協力した悟孫空に紫金鈴を奪い取られ追い詰められるが、観音菩薩に助けられる。そして本来の姿である金毛犼に戻され、観音菩薩を乗せて帰っていった。